# لیه کلام
لیه کلام، روستایی از توابع بخش چابکسر شهرستان رودسر در استان گیلان ایران است.

## جمعیت
این روستا در دهستان اوشیان قرار دارد و براساس سرشماری مرکز آمار ایران در سال ۱۳۸۵، جمعیت آن ۲۱۶ نفر (۵۸خانوار) بوده‌است.